# 变叶海棠
变叶海棠（学名：Malus toringoides）为蔷薇科苹果属的植物，为中国的特有植物。分布于中国大陆的甘肃、西藏、四川等地，生长于海拔2,000米至3,000米的地区，多生在山坡丛林中，目前已由人工引种栽培。

## 别名
大白石枣（甘肃土名）